# Pintura automotriz
La pintura automotriz es un trabajo que se realiza en todo el mundo, tanto en las fábricas automotrices como en los talleres de reparación.
Desde la creación del automóvil la pintura se usaba para decorar y embellecerlo, para darle un aspecto más atractivo. Pero esa no es la función principal de la pintura, ya que la más importante de todas es la prevención de corrosión (oxidación) al metal.

## Función
En todo vehículo encontramos tres capas distintas, las cuales cumplen funciones distintas, que son las siguientes: -  Wash Primer
Se utiliza para mejorar la adherencia en superficies no ferrosas.
1° Pintura anticorrosiva
También llamado como pintura base, aparejo o imprimante. Ayuda a prevenir el óxido y da un tono mate, la cual ayuda al chapista a encontrar posibles imperfecciones en la superficie para corregirlas. El color básico que se usa es el gris, pero existen otros como el amarillo, azul y blanco. 
Algunas marcas de pintura manejan el valor de sombra en el primer, esto es: un primer con un tono en la escala de grises, que va desde un tono blanco hasta un tono negro, pasando por distintas intensidades de gris. Al utilizar un primer con la tonalidad de gris adecuada ayudamos a que el color que se va a aplicar cubra más rápido y no se distorsione. Existen también primers entintables, a los cuales se les puede agregar tinta para que adquieran un tono similar al de la pintura de color que se va a aplicar, ayudando también a que la pintura de color cubra rápido y a que el tono no se distorsione.  
- 2° Pintura de color
Este da el color deseado por el fabricante o por el cliente, dándole un aspecto completamente distinto. Normalmente las pinturas de colores sólidos dan una terminación semibrillo y las pinturas perladas dan una terminación opaca.
Actualmente existen dos tipos de tecnología de la pintura de color: Base Solvente y Base Agua.
Las pinturas Base Solvente tienen como parte de su formulación derivados del petróleo como son los solventes orgánicos los cuales presentan un gran número de Compuestos Orgánicos Volátiles (COV´s O VOC´s por sus siglas en inglés) dañinos a la capa de ozono por su volatilidad que presentan. Entre estos solventes están metanol, etanol, acetona, cloroformo, tolueno o el xileno, etc. Una ventaja de estas pinturas es el secado rápido que tiene debido a la rápida evaporación de los solventes que contiene.
Las pinturas Base Agua tienen como su base principal de formulacipon Agua DI (Desionizada) y por esta característica es menos dañina al medio ambiente. Sin embargo su secado es muy lento ya que la evaporación del agua es lenta y por eso es necesario utilizar hornos o lámparas especiales para ayudar en el curado de esta.

- Barniz o Laca Acrílica
Nombrado como pintura protectora. Sirve para dar un acabado más brillante y también cumple la función de proteger la pintura ante las condiciones climáticas, como el smog, lluvia, nieve, etc.

## Tipos y mezclas
En el mercado actual se usan uno de estos tres tipos de pinturas:

- Acrílicas (AC)
Pintura de secado rápido, fácil manipulación, que otorga un acabado semibrillo. Se diluye con diluyente acrílico para su uso. El tiempo de secado para manipularlo puede tardar entre 30 min a 1 h y el secado completo 1 día.

- Poliuretano (PU)
Pintura que se seca en presencia de un catalizador, la cual según su composición y recomendación del fabricante la proporción del catalizador puede variar (4:1, 3:1 y 2:1). Este otorga un acabado brillante (pintura sólida) y mate (pintura perlada). Se necesita diluyente poliuretano y catalizador para su uso. El secado puede variar según la cantidad de catalizador agregado. Para manipularlo tarda entre 1 a 2 horas y el secado completo entre 1 a 2 días.

- Poliéster (Base)
Pintura poliéster, conocido también como “base” es derivado del poliuretano. Su rápido secado hace que el trabajo sea más fácil, la cual otorga un acabado opaco, tanto en las pinturas sólidas como perlados. Esto implica un uso de barniz para dar brillo. Solo requiere diluyente poliuretano para su uso. El tiempo de secado para su manipulación es de 10 a 30 min y el secado final 12 h .

Pintura removible
A diferencia de la pintura convencional, esta pintura se adhiere sobre la pintura original sin tener que lijarla, es el caso de los vinilos.

## Colores
Hoy en día existen una gran gama de colores, la cual tienen las siguientes características:

- Sólidos
Son denominados a las colores de un solo tono.

- Mate
Pintura que no está hecha a base de barniz o laca.

- Perlados
Poseen pequeñas partículas de metal que otorga un cambio de tono según la luz que se lo vea.

- Metalizados
Estas dan un efecto metálico. Habitualmente se usan como fondo pinturas perladas o metálicas, para dar el efecto.

- Escamas metálicas
Es lo mismo que el perlado, sólo que las partículas de metal son más gruesas, haciendo que el cambio de tono sea mucho más notorio.

- Tornasol: también conocido como pintura camaleón. Es lo último en tecnología en pintura. Esta cambia de color según el ángulo de visión, luz ambiental y forma de la pieza pintada. Su aplicación requiere un fondo negro mate.

## Pulido
El pulido es el proceso final del trabajo de pintura. Este ayuda a quitar las imperfecciones de la pintura (pelusas, ojos de pescado, entre otros) y los deja con una terminación espejo.
Cuando se pinta un automóvil, las capas nunca quedan lisas, ya que al aplicar capas de pinturas, quedan mezclados con pequeñas partículas de aire. Esta terminación es nombrada como “piel de naranja”. El pulido ayuda a corregir esto, ya que desgasta la piel de naranja dejándolo lo más parejo posible.
Para que el trabajo de pulido sea bueno y seguro depende de algunos factores:

- Las capas de pintura y barniz deben ser bien aplicadas, ni muy gruesas ni muy delgadas (primer = 12 - 18 µm, poliéster = 18 - 30 µm, barniz = 30 - 40 µm), de lo contrario el pulido gastaría por completo el barniz dejando solo la capa de pintura, la cual no duraría mucho en las condiciones ambientales. Además dependiendo de los resultados que se quieran obtener, serán las capas de pintura y dedicación que se le aplique al área que se quiera pintar.

- La pintura tiene que estar muy bien seca, ya que de lo contrario este perderá notoriamente el brillo al pulirlo.
- Datos: Q9059970

jose-benito-castellano.webnode.es